# ハリュ県
ハリュ県（エストニア語：Harju maakond）は、エストニアを構成する15の県の一つである。エストニア北部に位置し、フィンランド湾に面する。行政府所在地は首都でもあるタリン。

## 関連項目

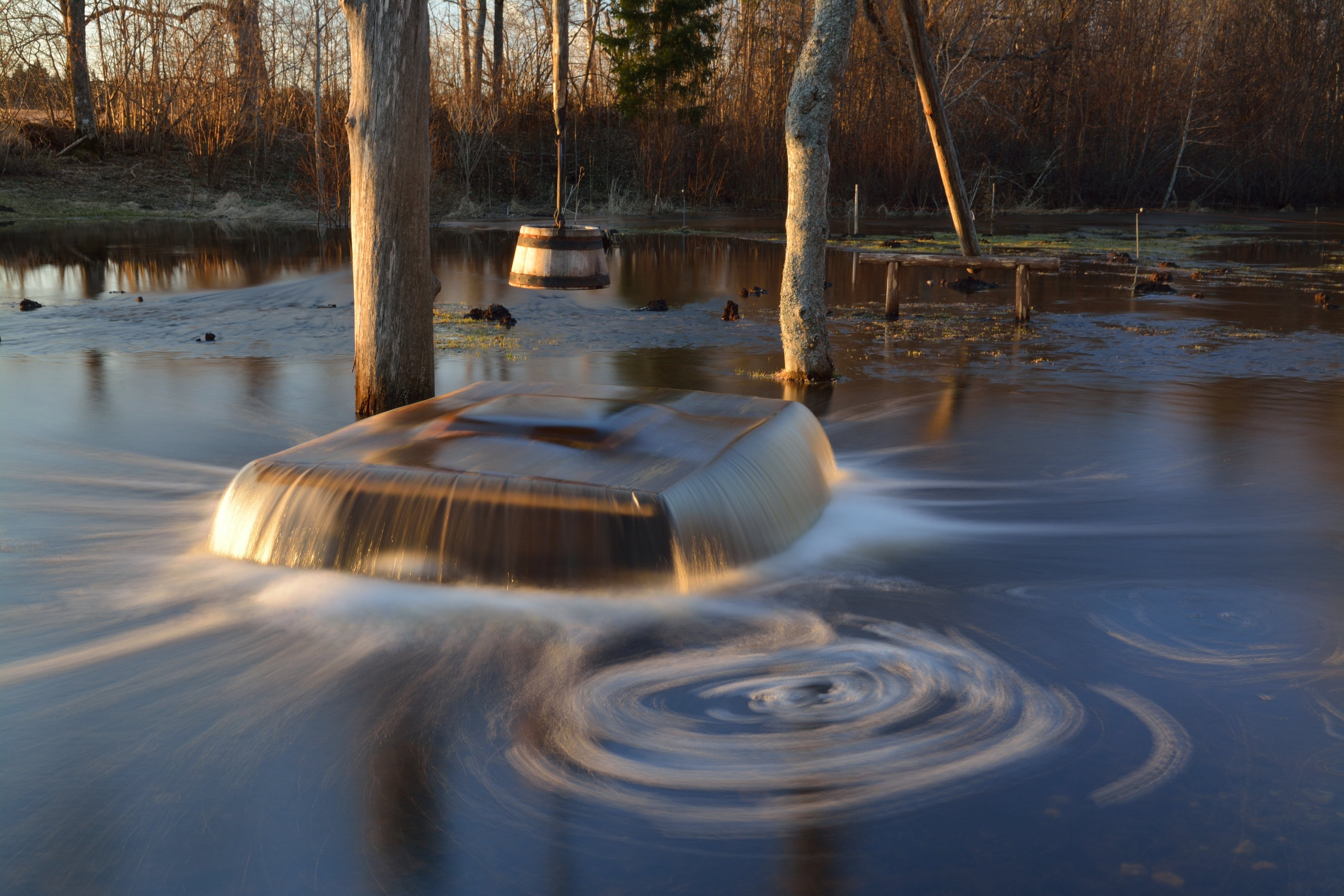
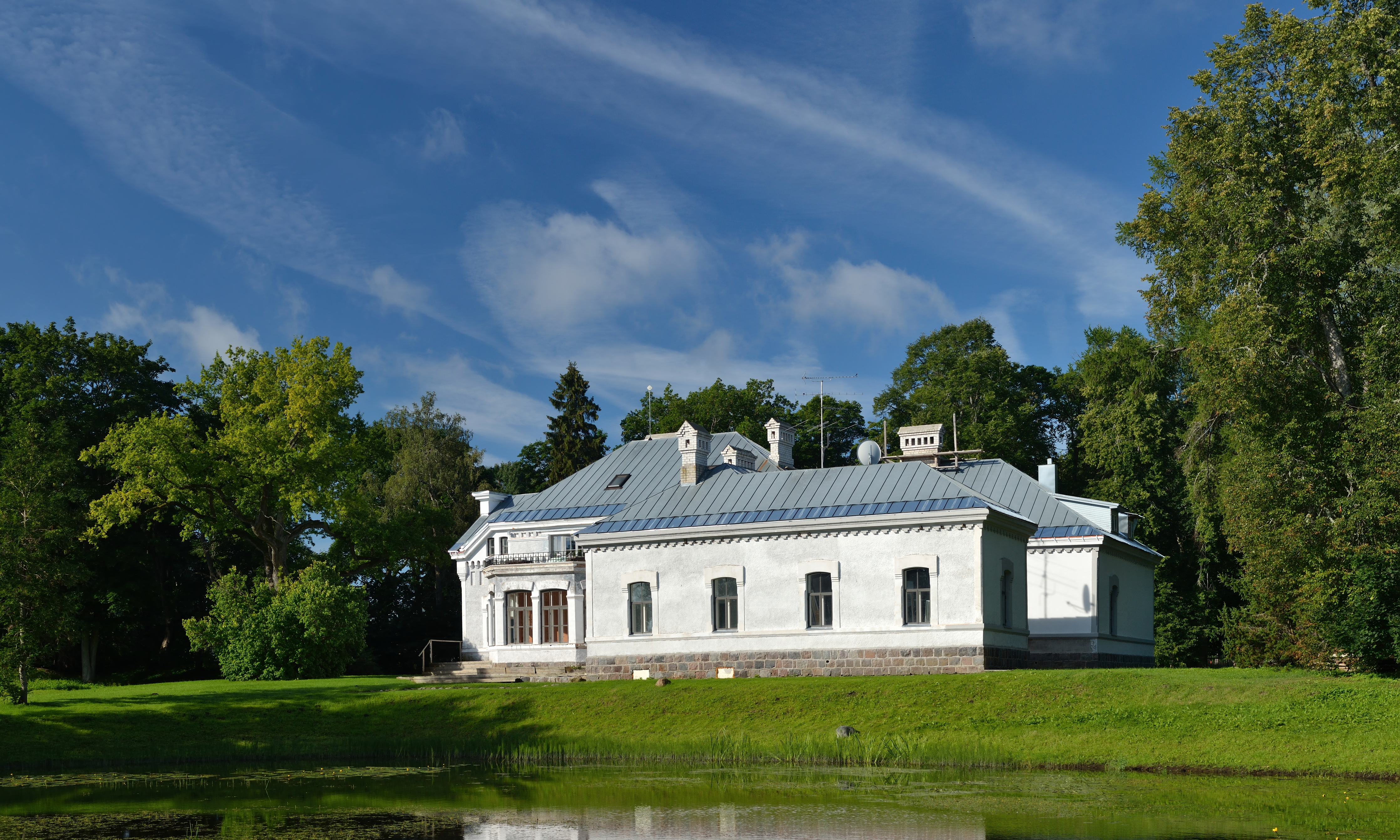
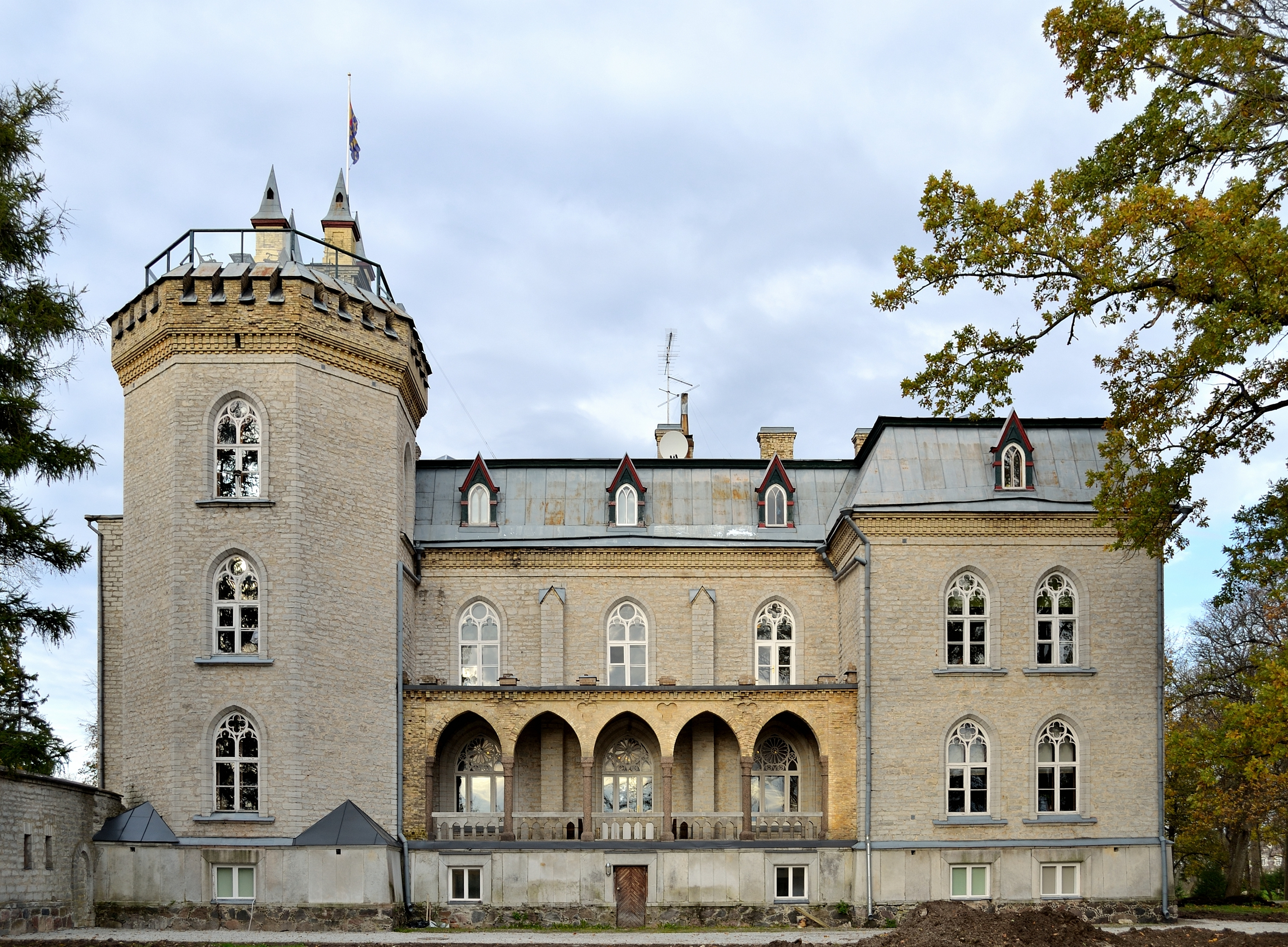
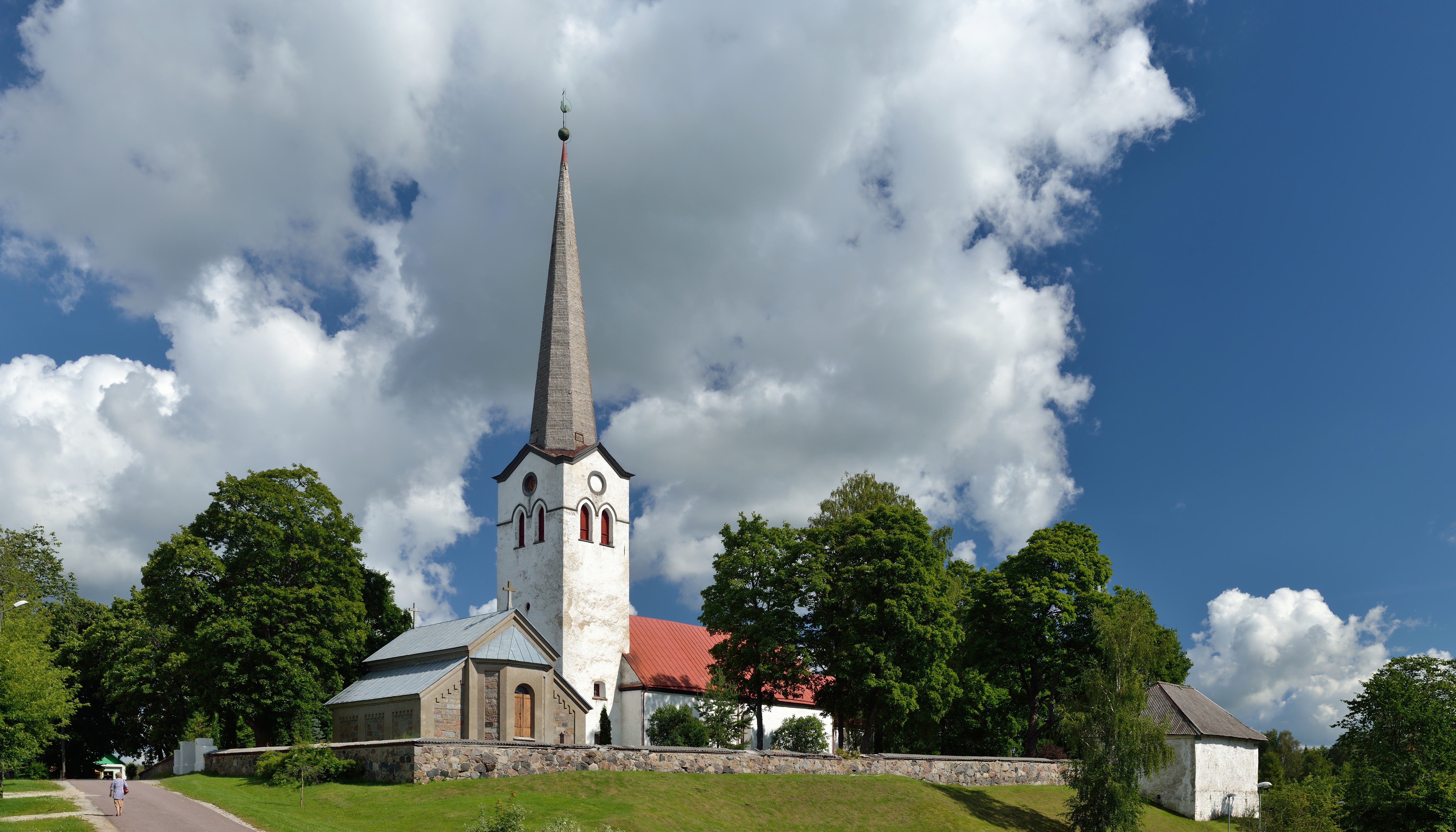
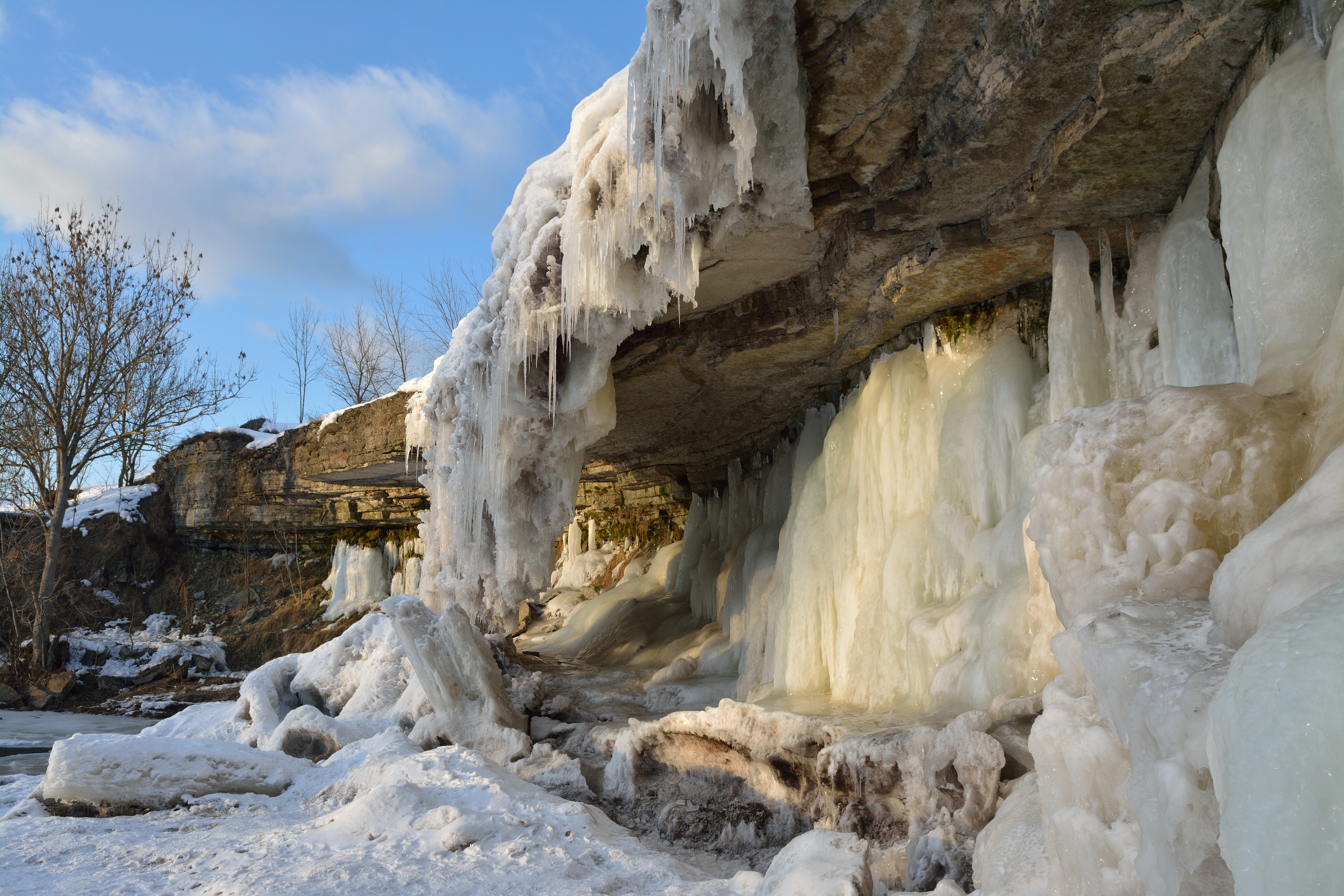
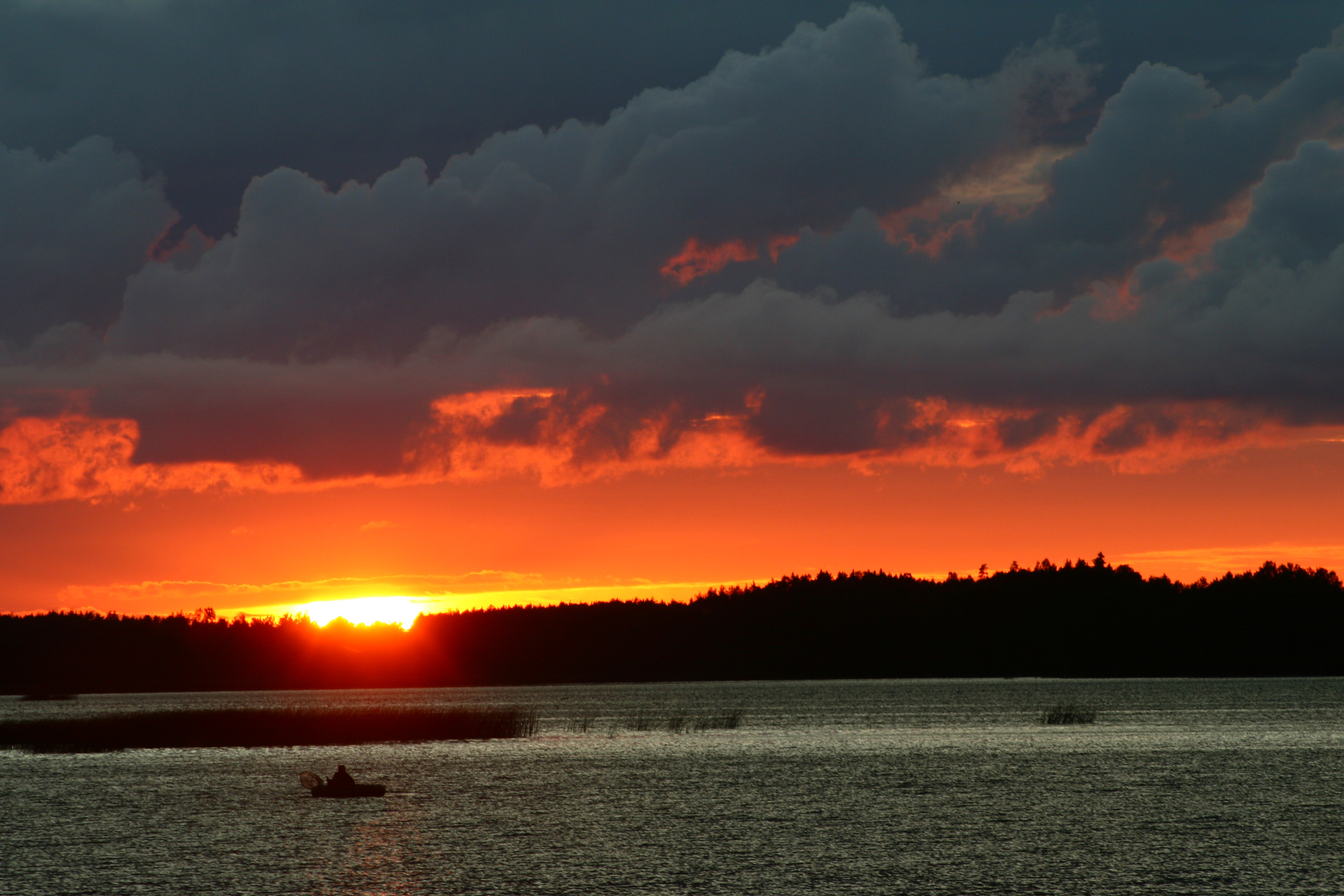
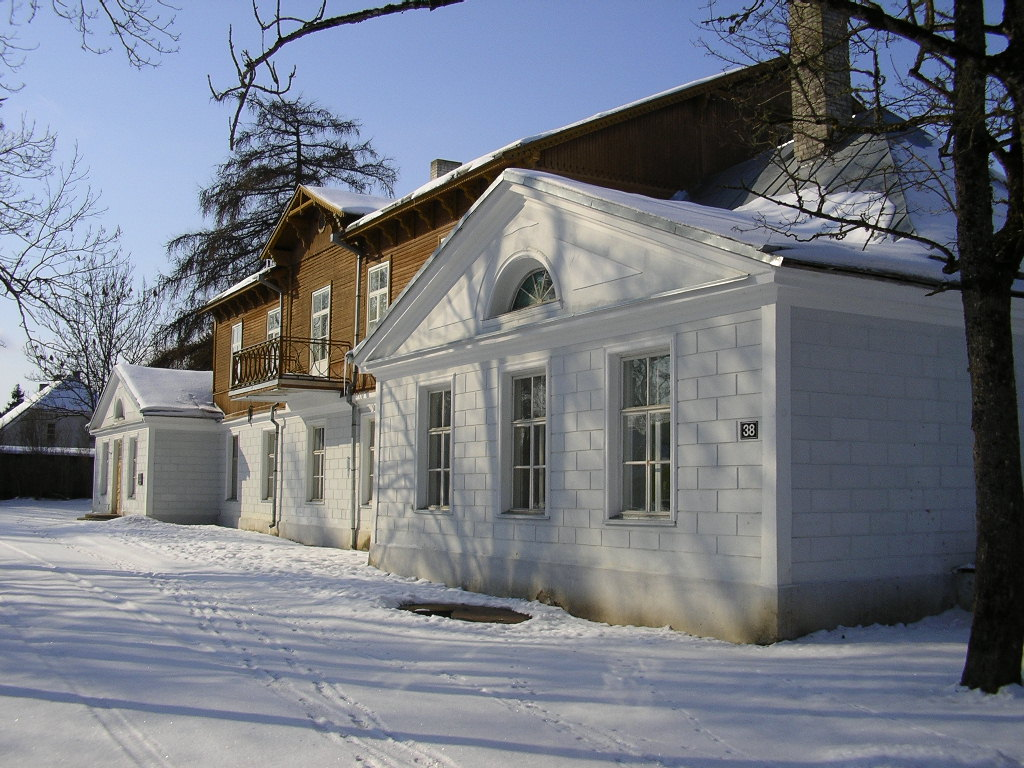

## 主な都市

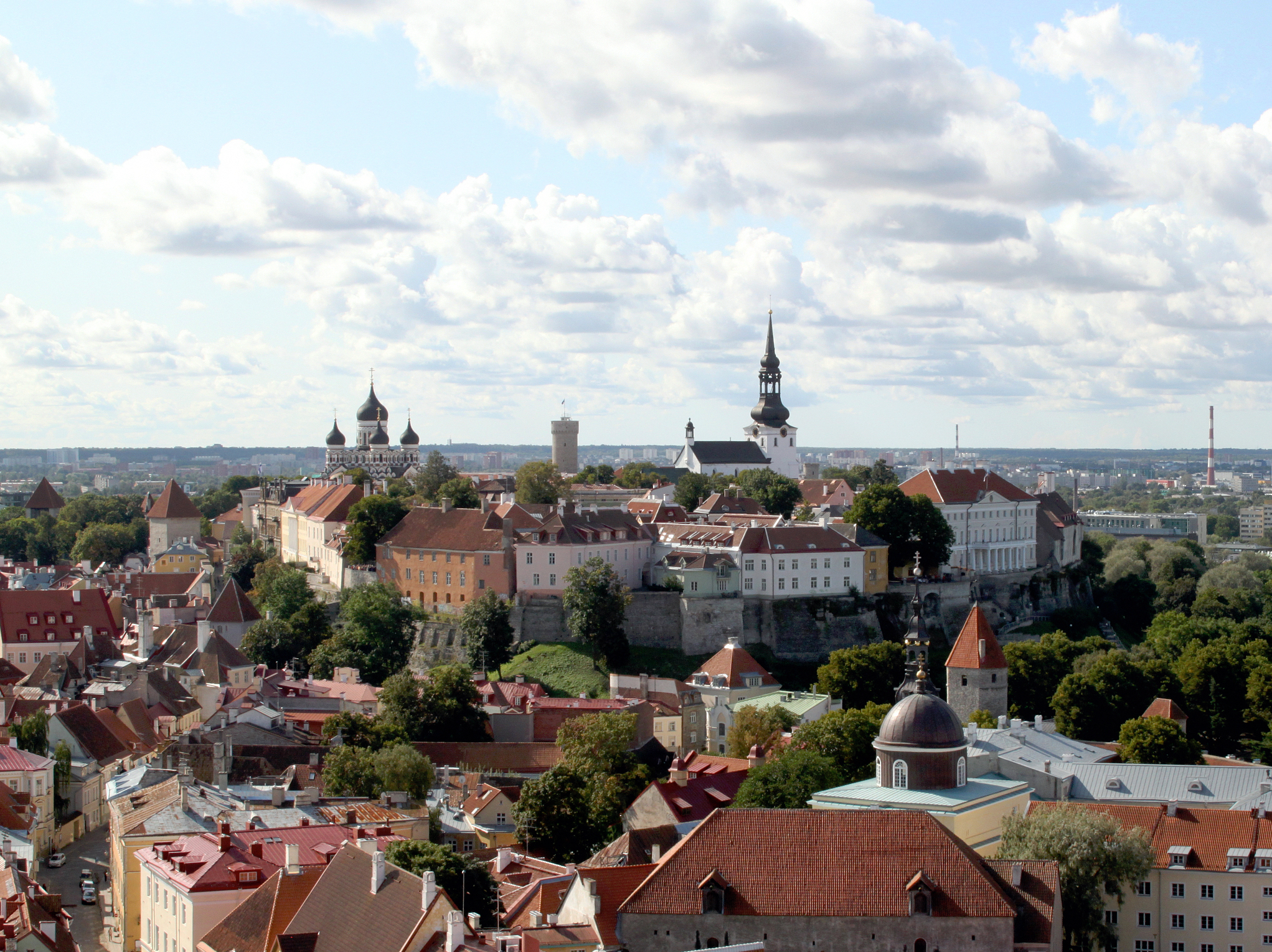
タリン

- タリン
- マールドゥ
- ケイラ
- サク
- パルディスキ